# Hockey su ghiaccio al XIV Festival olimpico invernale della gioventù europea
L'hockey sul ghiaccio al XIV Festival olimpico invernale della gioventù europea si è svolto dall'11 al 14 febbraio 2019 a Sarajevo, in Bosnia ed Erzegovina.

## Podi

### Ragazzi
| Evento                     | Oro       | Argento     | Bronzo    |
| Torneo maschile (dettagli) | Rep. Ceca | Bielorussia | Finlandia |

## Medagliere
| Pos. | Paese       | Oro | Argento | Bronzo | Totale |
| ---- | ----------- | --- | ------- | ------ | ------ |
| 1    | Rep. Ceca   | 1   | 0       | 0      | 1      |
| 2    | Bielorussia | 0   | 1       | 0      | 1      |
| 3    | Finlandia   | 0   | 0       | 1      | 1      |